# 苏珊·安东尼一美元硬币
苏珊·安东尼一美元硬币（英語：Susan B. Anthony dollar）是1979至1981年间出产的一种1美元硬币，1981年时因公众反响不佳而停产，1999年又再度生产。这种硬币的诞生是为取代过于臃肿的艾森豪威尔一美元硬币，铸币局测试过多种形状和材质，但都遭到当时对铸币立法有强大影响的自动售货机制造业游说集团反对，最终决定采用的一种内边框有11个面的圆形坯饼。
硬币由美国铸币局首席雕刻师弗兰克·加斯帕罗设计，他起初设计的正面是自由女神头像，但多位国会议员和多个组织呼吁在硬币上描绘一位真实存在过的美国女性，最终入选为硬币主题的是民权活动家苏珊·安东尼。硬币反面则根据国会法案要求，保留艾森豪威尔一美元硬币的设计。
铸币局高估公众需求出产大量一美元硬币，但硬币发行后反响不佳，极易与尺寸和材质都很相近的25美分硬币混淆，所以流通币只生产了两年就予停产，第三年则只为收藏家打造了不到1000万枚，有超过三分之二的流通币在库房积压。不过由于银币从20世纪90年代开始在自动售货机和轨道交通系统中使用，因此库存硬币也逐渐消耗。1997年，国会通过法案授权发行金色的萨卡加维亚1美元硬币，但为满足新币投产前的市场需求，铸币局于1999年恢复苏珊·安东尼一美元硬币生产。
由于流通率低，大部分安东尼一美元品相甚佳，但这也导致它们缺乏收藏价值，价格比面值高不了多少。铸币局打造有多个年份的精制币，其中个别版本或品种价格更高。

## 背景
20世纪60年代初，白银价格上涨，财政部金库因公众对银圆的需求而耗尽。1935年后，美国连续多年没有生产过银币，美国西部因此出现银元短缺，并以赌博盛行的地方特别严重。联邦国会因此于1964年8月3日通过表决，授权生产4500万枚新的和平银元。但是，此举引起一些评论家的强烈谴责，他们认为重新发行这种硬币的决定是受特别利益集团驱使，而且银元很快就会脱离市场流通。之后，这些银币予以熔毁处理。1965年7月23日，国会通过《1965年铸币法案》，取缔今后5年的所有1美元硬币生产。
1969年5月12日，依照《1965年铸币法案》组建、由24人组成的铸币联合委员会建议，根据国会工作组的研究结果，恢复1美元硬币生产。1969年10月1日，联邦众议院举行听证，讨论拟议授权制作硬币的法案，新币直径与之前的银元相同，均为38毫米，外层以铜镍合金包裹。法案中之后加入条款，要求新币正面描绘去世不久的前总统德怀特·艾森豪威尔，背面则要刻上“象征阿波罗11号登月的老鹰”。1970年12月31日，法案经总统理查德·尼克松签字后生效成为法律。新硬币的正面和背面都是由美国铸币局首席雕刻师弗兰克·加斯帕罗设计。
事实证明，这种人称艾森豪威尔一美元硬币的新硬币很不得人心，在商品交易中的流通量少之又少。1976年，美国三角研究所在调查美国硬币流通情况后建议，把当时同样没有什么实际用途的半美元硬币彻底停产，并缩小一美元硬币的尺寸。研究所报告中这样写道：
尺寸适宜的硬币可以大幅提升消费者的现金交易能力，这在使用投币机时效果尤其明显。自动售货机制造业人士已经表示对尺寸更小的美元硬币有浓厚兴趣，这也表明他们会愿意把机器改造成适合这种硬币使用。
钱币历史学家戴维·L·冈茨（David L. Ganz）指出，艾森豪威尔是共和党人，在银币正面刻上他的形像旨在与描绘民主党总统约翰·肯尼迪的肯尼迪半美元达成平衡。他在1977年发表的论文中认同三角研究所的意见，建议半美元和一美元硬币均予淘汰，其中半美元完全停产，同时缩小一美元硬币直径并更换设计。财政部官员也希望将美元硬币缩小以降低生产成本，铸币局局长斯特拉·西姆斯（Stella Sims）估计，只要将发行的半数美钞纸币更换成尺寸较小的硬币，就可以节约1900万美元（1978年美元，相当于如今的9160萬美元）

## 设计史

### 自由女神设计
1976年，铸币局开始为直径减小的1美元硬币准备设计方案。这时国会还没有提出任何相关法案，但财政部官员预计缩小硬币尺寸的提议会在国会得到热烈反响，而且硬币几乎得到铸币局内部和自动售货机制造行业的一致赞成，该行业是硬币设计和制造领域很有影响力的游说集团。1977年，财政部长维纳·迈克尔·布鲁门塔尔公开表态支持缩小1美元硬币尺寸，提议以自由女神形象作为新硬币的设计主题。
首席雕刻师加斯帕罗受命为新币提供设计方案。他设计的硬币正面是自由女神头像，背面则是翱翔的雄鹰。正面的头像和一根木棍重叠，棍上有一顶弗里吉亚无边便帽，这种帽子曾是自由的象征。加斯帕罗曾于1969年设计过一款美国钱币协会大会奖章，其正面也有类似的自由女神形象，新银币就是根据该奖章设计。加斯帕罗还曾于1967年设计过一种半美元纪念币，与新银币的背面基本相同，也是雄鹰在山上翱翔，背景是上升的太阳。据首席雕刻师所说，这种背面设计旨在象征“新的一天开始”。
设计方案接下来交美国美术委员会审核，其成员约翰·卡特·布朗（J. Carter Brown）在1976年4月29日的信中对之有高度评价：
我相信，这将是非常高超的一种美国硬币设计，首先，它扎根于伟大传统，源自1794年自由帽1美分硬币，再由奥古斯丁·迪普雷（Augustin Dupré）纪念1777至1781年萨拉托加和约克镇的“自由美国”奖章发扬光大。
1978年5月1日，联邦众议院提出法案，要求将一美元硬币直径从38毫米缩小到26.5毫米，重量从22.68克减少至8.5克。5月3日，法案在联邦参议院提出，并且建议硬币重量从8.5克进一步降至8.1克。铸币局开展多次实验，测试8、10、11和13个面硬币的可行性，但最终还是决定把一美元硬币打造成圆形，因为硬币形状一旦变更，自动售货机也需做出调整才能正常识别，并且这样的调整成本不菲。最终，法案要求硬币的内框要有11个面，这主要是为了让一美元硬币更易通过目视识别，同时也让视觉上有所不便的市民可以通过触摸来辨认。

### 苏珊·安东尼脱颖而出
财政部官员正式推荐加斯帕罗的设计，称其是“经典自由女神设计的现代版”。1978年5月3日，威斯康星州联邦参议员威廉·普罗克斯麦尔（William Proxmire）提出的法案与财政部几乎完全相同，只是在设计方面要求将自由女神变更为民权活动家苏珊·安东尼。5月15日，俄亥俄州联邦众议员玛丽·罗斯·奥克尔（Mary Rose Oakar）和科罗拉多州联邦众议员帕特里夏·施罗德（Patricia Schroeder）——两位众议员均为女性——也在众议院提出类似法案。美国妇女组织、国会女性问题核心小组，以及女性选民联盟都推荐以安东尼为硬币设计主题。为了对法案表示支持，女性选民联盟在给众议院历史保存和造币小组委员会的信中这样写道：
（女性选民）联盟相信，让一位知名美国女性（形象）置身美国货币的时机早已成熟、时不我待。我们坚信，（硬币上的）肖像应该是个真实的女性，而非某种虚构或象征性的人物。苏珊安东尼对这个国家人类尊严的进步做出了不可估量的贡献。通过这一措施来纪念她是完全恰当的。
此外，官员还把普通公众对一美元硬币主题的意见转告铸币局，支持苏珊·安东尼的占绝大多数。
1978年6月，加斯帕罗开始以苏珊·安东尼为主题设计银币，这时国会尚未通过授权法案。他邀请朋友对安东尼展开研究，觉得这是开始设计前的必要之举。开始创作安东尼的肖像前，他参考了约6种不同的影像，但总的来讲是根据其中两幅进行创作。获得最终批准前，加斯帕罗一共准备了多份不同的设计。安东尼的曾侄女苏珊··安东尼三世（Susan B. Anthony III）看过加斯帕罗的几份设计，觉得其中描绘安东尼28岁时的一幅过于“美化”，但另一幅84岁的形象又太显老。加斯帕罗做出多项调整，打算在硬币上描述安东尼50岁的形象，这正是她身为民权活动家影响最大的时候，但无法找到这一时期的照片作为参考。经过改动后，加斯帕罗的设计终于得到批准，之后他表示，自信已准确描绘出了安东尼的形象。
加斯帕罗起初以为自己设计的硬币正面（苏珊·安东尼）和背面（雄鹰展翅）会得到国会批准。但犹他州联邦参议员杰克·加恩（Jake Garn）提出修正案，在法案中要求保留艾森豪威尔一美元硬币背面采用的阿波罗11号设计，所以硬币背面的设计未获通过。
法案获国会通过后于1978年10月10日经总统吉米·卡特签字批准成法律，艾森豪威尔一美元硬币的生产也在这年中止。卡特在签署法案后发表声明，称他对“这项法案——和新的一美元硬币——大幅提升我们的铸币体系并削减政府生产硬币的成本”充满信心。他还宣布自己赞成在银币上刻上安东尼的形象：
让我尤其感到快慰的是，新的一美元硬币会——在历史上第一次——承载一位美国伟大女性的形象。苏珊·安东尼的一生正是我们国家所代表理念的例证。‘安东尼一美元’将成为所有美国女性落实她们不可剥夺投票权的象征。它还会成为持续存在的提醒，提醒大家继续为所有美国人的平等奋斗。

### 设计所受到的批评

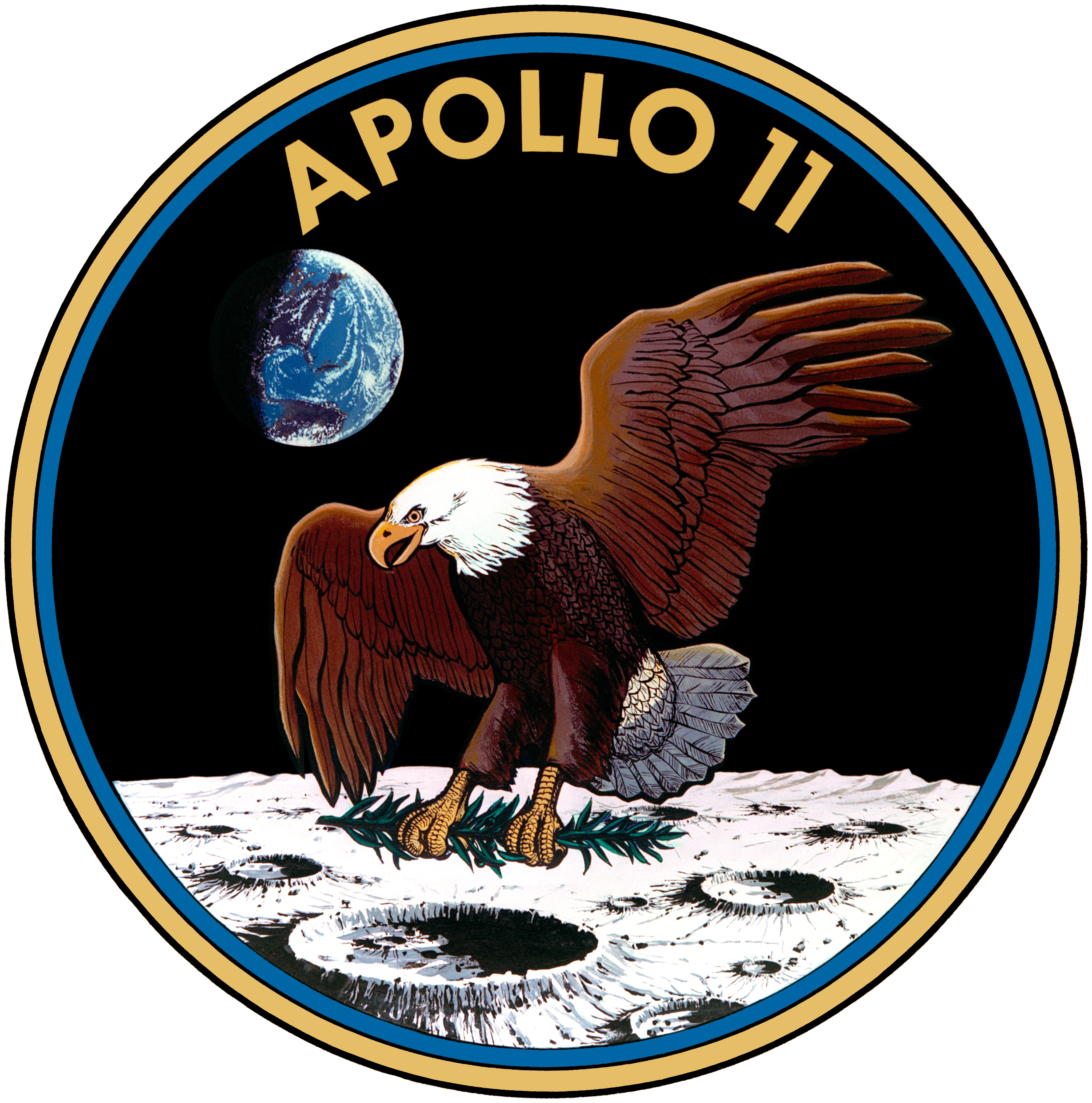
有钱币学家批评一美元硬币不应把苏珊·安东尼的肖像和根据阿波罗11号徽章设计的背面结合在一起

加斯帕罗将安东尼一美元设计视为自己职业生涯中最重要的作品，他在谈及公众对硬币的感观时表示：“它已经成为社会运动的组成部分。这枚新的一美元已经不仅仅是硬币，而是已经成为社会议题”。但是，用苏珊·安东尼的肖像取代自由女神的做法遭到多位钱币学家的批评，他们认为自由女神更具艺术价值。艺术评论家兼钱币学家科尼利厄斯·弗缪尔（Cornelius Vermeule）就持这一看法，并对背面继续采用类似阿波罗11号徽章的设计不以为然。弗缪尔指出，美国国家航空航天局是在艾森豪威尔担任总统期间设立，但安东尼无论是和登月还是和美国太空计划都没有任何联系。在他看来，把这两面结合起来仿佛“草率而糟糕的婚姻”。雕塑家罗伯特·温曼（Robert Weinman）认为新版一美元虽然忠实体现了加斯帕罗的设计理念，但在正面描绘安东尼仍然是不当的。温曼认为，这种做法就像是把国家货币当成广告牌和竞选胸章对待。其他组织可能视此为突破口，也要求在国家发行的硬币上加刻其他代表人物。

## 反响

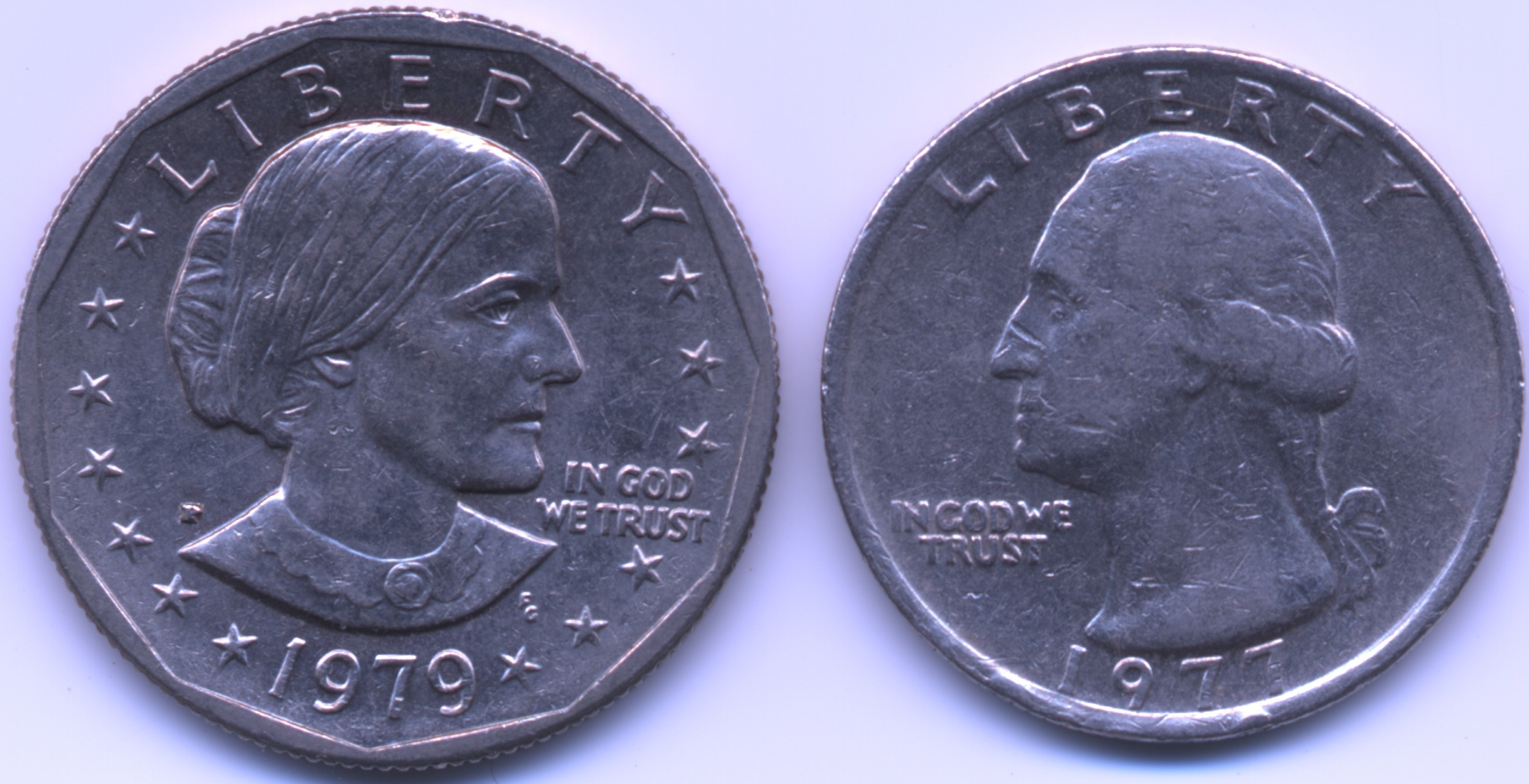
苏珊·安东尼一美元和华盛顿25美分硬币无论尺寸和材质都很接近，在商品交易中引起混乱。

1978年12月13日，苏珊·安东尼一美元在费城铸币局投产，再于1979年1月9日和29日分别在丹佛铸币局和旧金山铸币局投产。铸币局官员担心，硬币一经发行就会被囤积，因此下令把生产出来的银币先储存起来，达到5亿枚后再于1979年7月正式发布。所有新币都刻有铸币标记，其中代表费城铸币局，代表丹佛铸币局，代表旧金山铸币局。安东尼一美元因此成为继第二次世界大战期间在费城生产的杰斐逊镍币以来第一种带有铸币标记的硬币，该局生产的其它硬币上都没有铸币标记。从1980年开始，费城铸币局生产的绝大多数流通硬币都加上了标记字母，只有分币例外。财政部与美联储合作，花费65万5000美元开展营销宣传活动，把新硬币的知识教导给银行雇员和公众，自动售货机生产商则花费了一亿美元来改装机器，令其能够接受新币。
虽然政府花费巨额做了市场推广，但新币发行后却遭到公众压倒性的负面评价。由于苏珊·安东尼一美元的材质成分和25美分硬币相同，并且直径也只比后者大2毫米，因此在商品交易中极易混淆。铸币局局长西姆斯指出，两种硬币的设计有很大差异，重量也不同，所以她相信新版一美元会得到美国公众接纳，“美国人民很快就会习惯”安东尼一美元。但在硬币发行后的几个月里，各地表达的不满越来越多，公共交通和众多营业场所开始拒绝接受消费者用安东尼一美元付款。1979年7月13日，加利福尼亚州联邦众议员杰里·刘易斯（Jerry Lewis）提出法案，要求加大银币直径来改善不易辨别的问题。法案虽然未获通过，但刘易斯还是在众议院商议过程中指出，安东尼一美元已因与卡特总统间的关联而被冠上嘲弄性的“卡特25美分硬币”之名。
费城、丹佛和旧金山铸币局共计出产有7亿5781万3744枚标记年份为1979年的流通版苏珊·安东尼一美元硬币。1980年，一美元硬币需求持续走低，三家铸币局一共只生产8966万零708枚。由于公众对硬币的反响一直不佳，流通用安东尼一美元因此停产，三家铸币局在1981年一共只生产974万2000枚，并且只向收藏家销售，安东尼一美元至此全面停产。财政部也因此陷入两难境地，由于一开始过分高估市场需求，到1981年时，安东尼一美元已有多达5亿2000万枚库存。每枚新币的生产成本约为2美分，另外98美分铸币税则通过国债获得，如果把这些银币全部熔毁，那么铸币税也需加入国债，这显然是不切实际的。因此，这些多余的硬币只能存入政府库房，等待按需分配。

## 再度发行

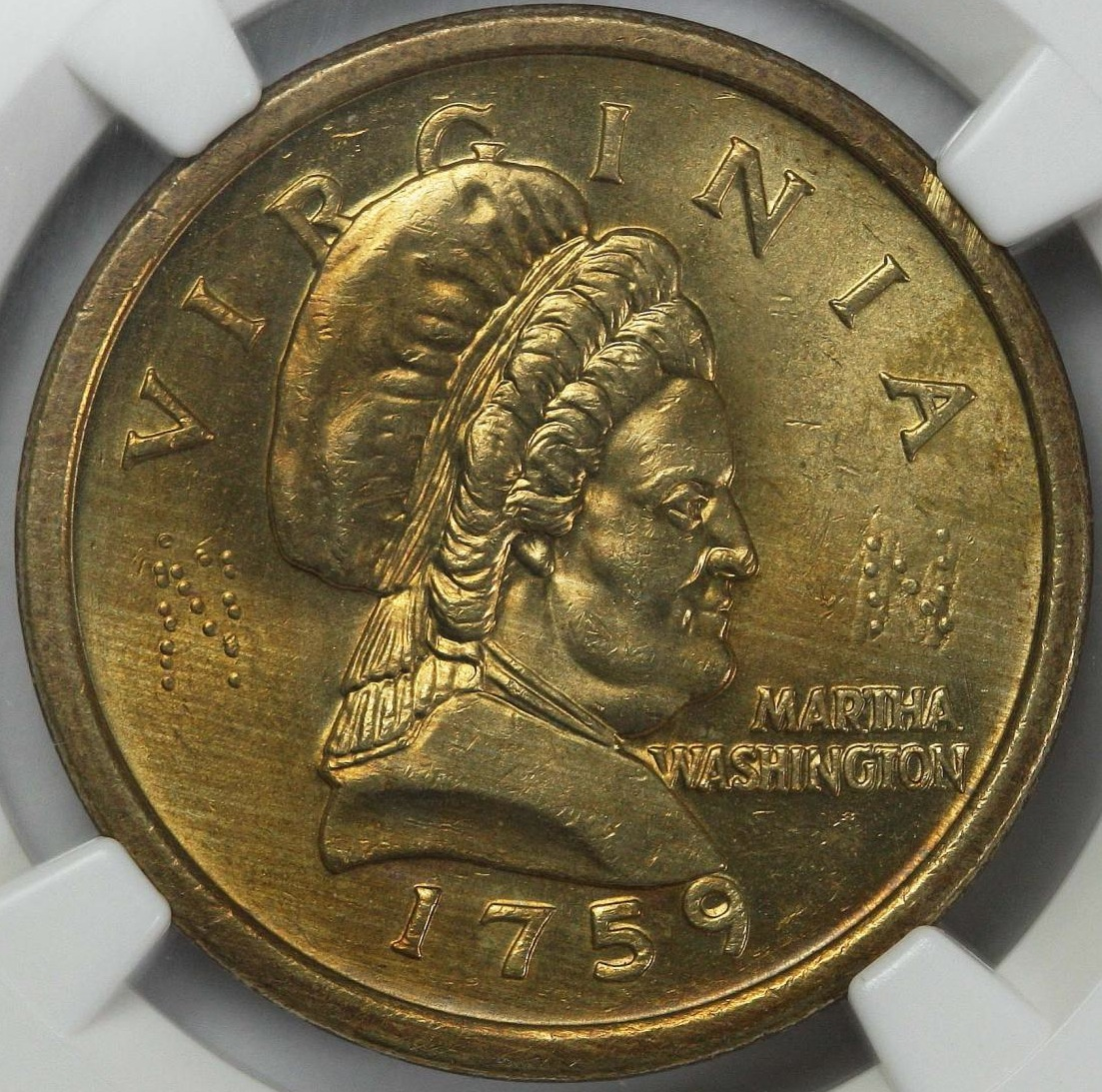
1997年美国1美元硬币法案通过后，铸币局打造图案币来测试更加鲜明的金色硬币效果，图上这枚所描绘的就是马莎·华盛顿，年份1759。

虽然在商品交易中不受待见，但从1993年开始，苏珊·安东尼一美元硬币在全美各地邮局的共计超过9000台邮票机上大量使用。此外，市民在轨道交通出行时也可以使用这种硬币。自1981年一美元硬币停产后，国会讨论过多种方案，但直到财政部库存的安东尼一美元在20世纪90年代即将耗尽时也没有采取任何行动来发行新币。1996年2月，库存银币还有约2亿2950万枚，但到1997年底就已降至1亿3300万枚。从市场需要来看，铸币局需要生产更多苏珊·安东尼一美元，财政部因此支持国会授权发行不会与25美分混淆的新硬币。1997年，国会两院都提出法案，要求授权发行金色1美元硬币，并采用平整边缘，法案最终通过，要求新币上描绘刘易斯与克拉克远征时的美洲原住民向导萨卡加维亚。1997年12月1日，总统比尔·克林顿签署50州纪念币计划法案。该法授权建立美国50州25美分纪念币计划，其中就有一章《1997年美国1美元硬币法案》，正式授权发行之后的萨卡加维亚1美元硬币。
法案通过后，铸币局采用多种金色材质组成试铸了一系列图案币，其上所刻的都是马莎·华盛顿。法案授权发行新币的同行，也让苏珊·安东尼一美元硬币重新投产，直至新硬币投产时止。1999年5月20日，美国铸币局在财政部的一美元硬币库存即将耗尽时宣布，恢复生产苏珊·安东尼一美元硬币。铸币局此后一共生产了4136万8000枚标称年份为1999年的苏珊·安东尼一美元硬币，这一设计也在萨卡加维亚1美元硬币于2000年投产时正式退役。

## 收藏价值
由于流通量少，大部分苏珊·安东尼一美元硬币的品相都保持在未流通水平，导致其价格比面值高不了多少，不过也有带有部分标称年份和铸币标记的版本价值更高。1981年版安东尼一美元硬币只向收藏家发售，其价格也比流通币高。此外，1979年版流通币中有一种年份位置更接近边缘的品种比其他版本更具收藏价值。
不同年份版本的安东尼一美元都发行有精制币。1979、1980和1981年版本的精制币是与其它精制币一起成套销售，1999年版则是单独发行。除1999年版精制币是在费城铸币局生产，其上带有铸造标记外，其他精制币都是在旧金山铸币局打造，上面有铸造标记。部分1979和1981年版精制币上的铸造标记因模具的关系而更显清晰，这些硬币较为罕见，所以价格也比其它精制币要高得多。